# Андаманский крайт
Андаманский крайт (лат. Bungarus andamanensis) — ядовитая змея из семейства аспидовых (Elapidae). Вид является эндемиком группы Андаманских островов в Бенгальском заливе.

## История изучения
В рамках ревизии рептилий Андаманских и Никобарских островов в коллекциях Зоологической службы Индии (ZSI) четыре экземпляра с Андаманских островов, первоначально идентифицированные как индийский крайт (Bungarus caeruleus), были отнесены к неизвестному науке виду. Первое описание нового вида Bungarus andamanensis опубликовано в 1978 году двумя участниками исследования.
Голотипом признан экземпляр, собранный недалеко от Порт-Блэра на Южном Андаманском острове в 1926 году с инвентарным номером ZSI 20895/1. Три других экземпляра ZSI (ZSI 20895/2, ZSI 2897 и ZSI 14628) признаны паратипами. Все типовые экземпляры хранятся в Зоологической службе Индии.

## Внешний вид и строение
Максимальная общая длины тела до 100 см, что делает его одним из самых мелких крайтов. Окраска тела описана в первоначальном описании на основе типовых экземпляров, законсервированных в спирте, от шоколадного до красновато-черного и блестящего на дорсальной стороне, тогда как брюшная сторона описана как стекловидно-белая.
Темная основная окраска спинной стороны прерывается многочисленными белыми поперечными полосами, идущими через равные промежутки по всей спине. У взрослых особей эти светлые полосы перемежаются коричневыми пятнами, но у молодых особей они кажутся равномерно светлыми. На спине 44 таких полосы. Еще 12 находятся на хвосте.

## Распространение и среда обитания
Ареал ограничен Андаманскими островами. Помимо Южного Андаманского острова, эти змеи также зарегистрированы на Среднем Андаманском острове и Лонг-Айленде. Вероятно, также присутствует на Северном Андаманском острове. Общая площадь ареала оценивается менее чем в 3000 км².
Населяет вечнозеленые и полулистопадные первичные и вторичные леса этих островов, но также встречается на плантациях, например, для производства копры. Этот вид считается довольно универсальным с точки зрения требований к среде обитания.

## Образ жизни
Образ жизни до сих пор практически не изучен. Этот вид, вероятно, как и другие крайты, яйцекладущий и, вероятно, питается преимущественно другими змеями, сцинками и, возможно, мелкими грызунами.

## Ядовитость
Яд андаманского крайта не изучался. Предполагается, что этот вид обладает таким же сильным ядом, как и все другие представители рода Bungarus. Сообщений о несчастных случаях с укусами людей не зарегистрировано. Также неизвестно, эффективны ли поливалентные противоядия, обычно используемые в Индии, против укусов андаманского крайта.

## Угрозы виду
При первоначальной оценке МСОП классифицировал Bungarus andamanensis как «уязвимый» в своем Красном списке исчезающих видов в 2010 году. Эта классификация была оправдана небольшим, известным тогда ареалом вида и угрозой утраты среды обитания. В последующей оценке, опубликованной в 2021 году, уровень угрозы был понижен до «почти угрожаемого». Переоценка была основана на значительно расширенном известном ареале на нескольких островах Андаманских островов, а также на способности этих змей жить и в окультуренных ландшафтах (на плантациях).